# Benigno Benjamín Villanueva
Benigno Villanueva fue un militar argentino que tras luchar en las guerras civiles de su país para ambos partidos, combatió en México contra la intervención nortamericana y en Rusia durante la guerra de Crimea, desarrollando una brillante carrera en las fuerzas armadas del imperio ruso hasta su muerte.[cita requerida] Isidoro Gilbert creía que esto era sólo una leyenda; el historiador ruso Aleksandr Sizonenko (ru) no encontró ninguna evidencia de la existencia de Villanueva.

## Biografía
Benigno Benjamín Villanueva nació en el barrio de San Nicolás, Buenos Aires, en 1815, hijo del licenciado mendocino Miguel de Villanueva, hijo de Bernardo Villanueva Corvalán y Justa Godoy, quien se distinguió durante la defensa de Buenos Aires contra las Invasiones Inglesas de 1807 en el contingente de Cuyo, y de Rafaela Lozada y Reyes.
Su padre sirvió en el Ejército de los Andes integrando el Regimiento de Granaderos a Caballo y regresó del Perú con el grado de teniente coronel, dedicándose al comercio.
Villanueva concurrió a la escuela de Rufino Sánchez, pero pasó después a la de Acosta, situada junto al Correo viejo sobre la calle Bolívar, aunque no tenía mayor interés ni por los estudios ni por el comercio: ambicionaba seguir la carrera de las armas, pero no contaba para ello con la aprobación de su familia.
En abril de 1835 jugando al billar en el antiguo Café de los Catalanes, contiguo a la Iglesia de la Merced, con el hijo del jefe de policía, tuvo un altercado con un antiguo condiscípulo por un habano que terminó en un duelo a sable tras el paredón de la Merced, del que resultó vencedor matando a su contrincante.

### Ejército de la Confederación Argentina
Fue condenado a servir en el ejército como soldado raso. De excelente desempeño, alcanzó ya en 1839 el grado de teniente de caballería al mando del segundo escuadrón de escolta del gobierno.
En dicho año se produjo la conspiración contra Juan Manuel de Rosas que involucró a miembros de la Asociación de Mayo y al coronel Ramón Maza. Debido a la delación del coronel Martínez Fontes y del sargento mayor de igual apellido el plan fue desbaratado, el 24 de junio Maza fue llevado a la cárcel y fusilado y su padre, Manuel Vicente Maza asesinado.
Los conspiradores confiaban en conseguir la adhesión de Villanueva, cuyo hermano Pío era decididamente contrario a Rosas, y habían encargado contactarlo a un oficial de apellido Ortega, quien habiendo sido enviado en comisión a Azul no pudo cumplir su cometido. 
Con el grado de mayor y al mando del Regimiento N.º 3 de Caballería intervino en la lucha contra las tribus de la frontera bonaerense. Integró la División del Sud a las órdenes de Nicolás Granada participando del combate de Tapalqué del 20 de agosto de 1839.

### Guerra civil
Con su regimiento fue destinado a la lucha civil e intervino en la Batalla de Chascomús (7 de noviembre de 1839). Pasó a Mendoza a las órdenes del general Ángel Pacheco combatiendo el 24 de septiembre de 1841 en la Batalla de Rodeo del Medio, tras la que le tocó en suerte perseguir las fuerzas unitarias entre las que marchaba su hermano. 
Fue luego enviado a servir con Manuel Oribe en el sitio de Montevideo, bajo el directo mando del general Pacheco, incorporándose al campamento de "El Cerrito". 
Durante sus campañas en el ejército federal sus superiores (Granada, Flores, Pacheco, Oribe) lo recomiendan en sus partes como un oficial distinguido.
Cuando tuvo oportunidad se pasó a las filas del Partido Unitario en Montevideo. En la ciudad sitiada entabló amistad con Bartolomé y Emilio Mitre, Emilio Conesa, José María Morales y otros dirigentes de ese partido. 
Fue designado por el general José María Paz como uno de sus ayudantes al partir a la provincia de Corrientes para formar el ejército para su segunda campaña en ese territorio en 1844.
Paz en sus Memorias lo considera "joven de talento muy despejado" cuando relata su sensata observación sobre las tropas de Madariaga:"La instrucción de este ejército se parece a la de un hombre que hubiese aprendido aritmética sin saber leer ni escribir"

### México

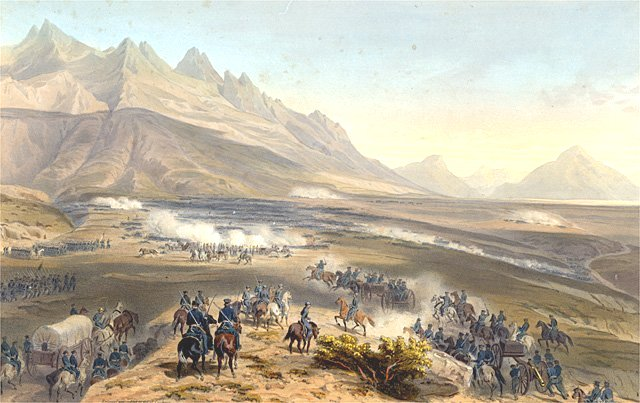
Batalla de la Angostura.

Cuando Paz regresó a Montevideo para pasar luego a Brasil, Villanueva lo siguió, abandonó el ejército unitario y emigró a ese país.
Allí fue contratado por comisionados del expresidente de México, general Antonio López de Santa Anna para luchar contra la invasión norteamericana de Nuevo México y Alta California.
Santa Anna se encontraba exiliado en La Habana desde 1843, cuando Estados Unidos planteó la incorporación de Texas a su territorio. 
El agravamiento de la situación provocado por el avance del ejército norteamericano provocó el derrocamiento del gobierno de Mariano Paredes y que fuera nuevamente llamado a su país.
Incorporado al ejército mexicano, Villanueva marchó bajo el mando de Santa Anna al norte para enfrentar al general americano Zachary Taylor. 

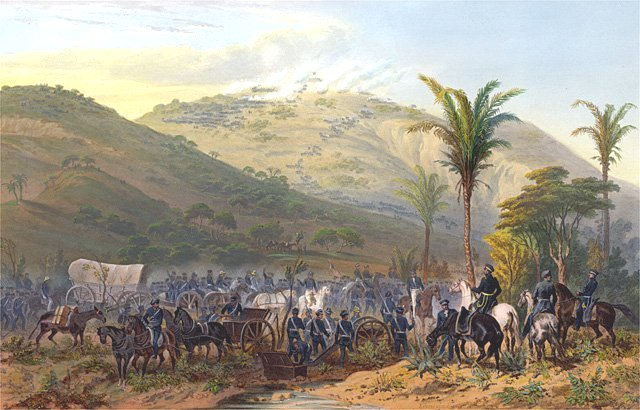
Batalla de Cerro Gordo.

En la Batalla de la Angostura del 22 y 23 de febrero de 1847, pese a que el combate se inclinaba a su favor al caer la noche Santa Anna lo interrumpió y emprendió la retirada, lo que convirtió la acción en una eventual derrota aunque consiguió detener la ofensiva en ese frente.
Pocos días después, el 28 de febrero, combatió en la Batalla de Sacramento en la cual las fuerzas del coronel Alexander William Doniphan vencieron a las mexicanas que defendían Chihuahua.
Tras la apertura del segundo frente por parte de los norteamericanos, el 18 de abril de 1847 Villanueva combatió en la Batalla de Cerro Gordo donde el general Winfield Scott venció a Santa Ana y abrió el camino a la toma de Puebla, a 120 kilómetros de Ciudad de México.

### Fiebre del oro

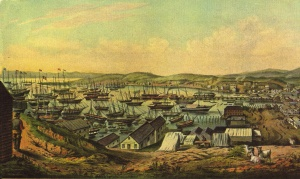
Bahía de San Francisco.

El 14 de septiembre de 1847 la Ciudad de México capituló ante las fuerzas norteamericanas. 
Finalizado así el conflicto, Villanueva abandonó el ejército mexicano y marchó a California donde en enero de 1848 el descubrimiento de oro en el valle de Sacramento había despertado la llamada "Fiebre del oro de California".
En ese territorio Benigno Villanueva hizo suyo por un tiempo el oficio de su padre y abrió una tienda de comestibles para aprovechar el flujo inmigratorio de improvisados mineros, logrando amasar en pocos años una pequeña fortuna.

### España

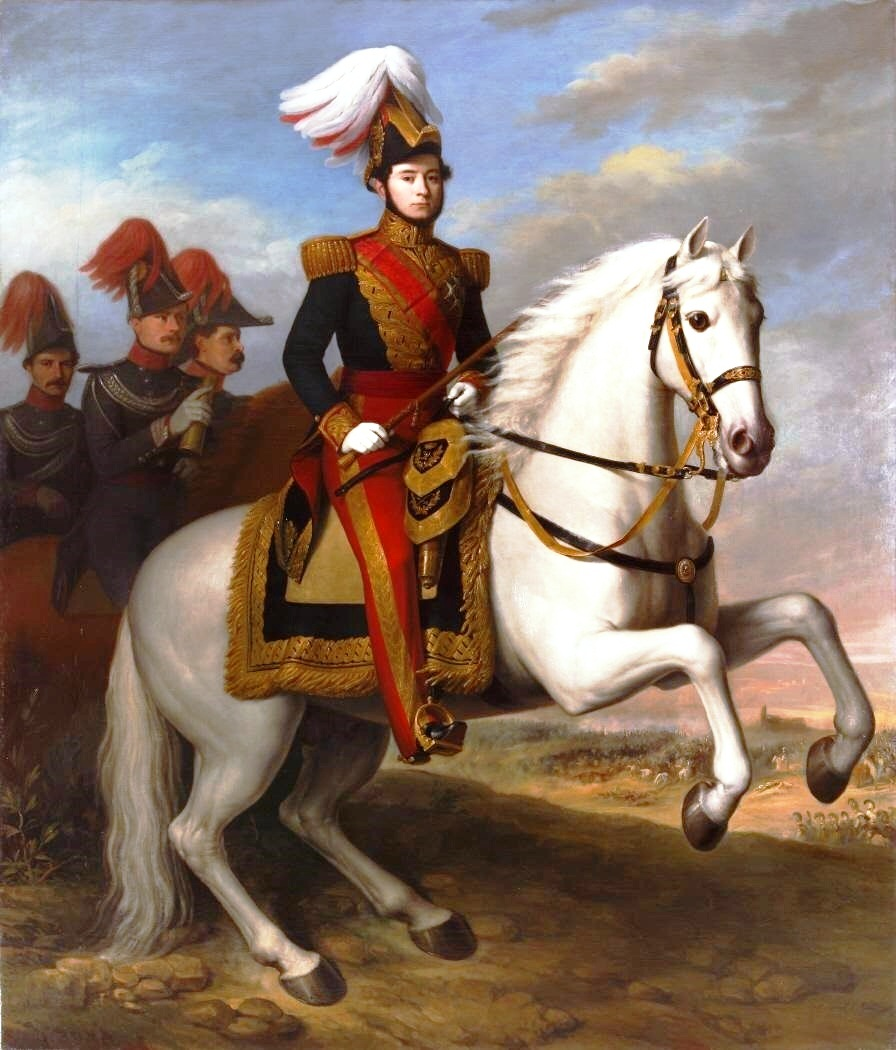
Juan Prim y Prats.

Después de un tiempo viajó a España. En Madrid dilapidó en el ocio y en el juego lo ganado en América, lo que lo decidió a regresar a la carrera militar. 
Se encontró en la capital española con el poeta argentino Ventura de la Vega quien lo presentó al general Juan Prim y Prats, jefe del Partido Progresista español.
Para desembarazarse de Prats, el gobierno español le concedió una "licencia voluntaria al extranjero", por lo que el líder liberal marchó a Francia.
En 1853 estando Prim en París, el nuevo gobierno español le encomendó organizar una comisión observadora en el marco de la entonces llamada "Guerra de Oriente" entre los imperios Ruso y Otomano que amenazaba con convertirse en un conflicto global.
Prim aceptó la misión e invitó a Villanueva a integrarse como agregado militar en la misión de observación en la Guerra de Crimea en que Rusia enfrentaba al Imperio Otomano, aliado con los ejércitos de Francia, Inglaterra y Piamonte.

### Guerra de Crimea

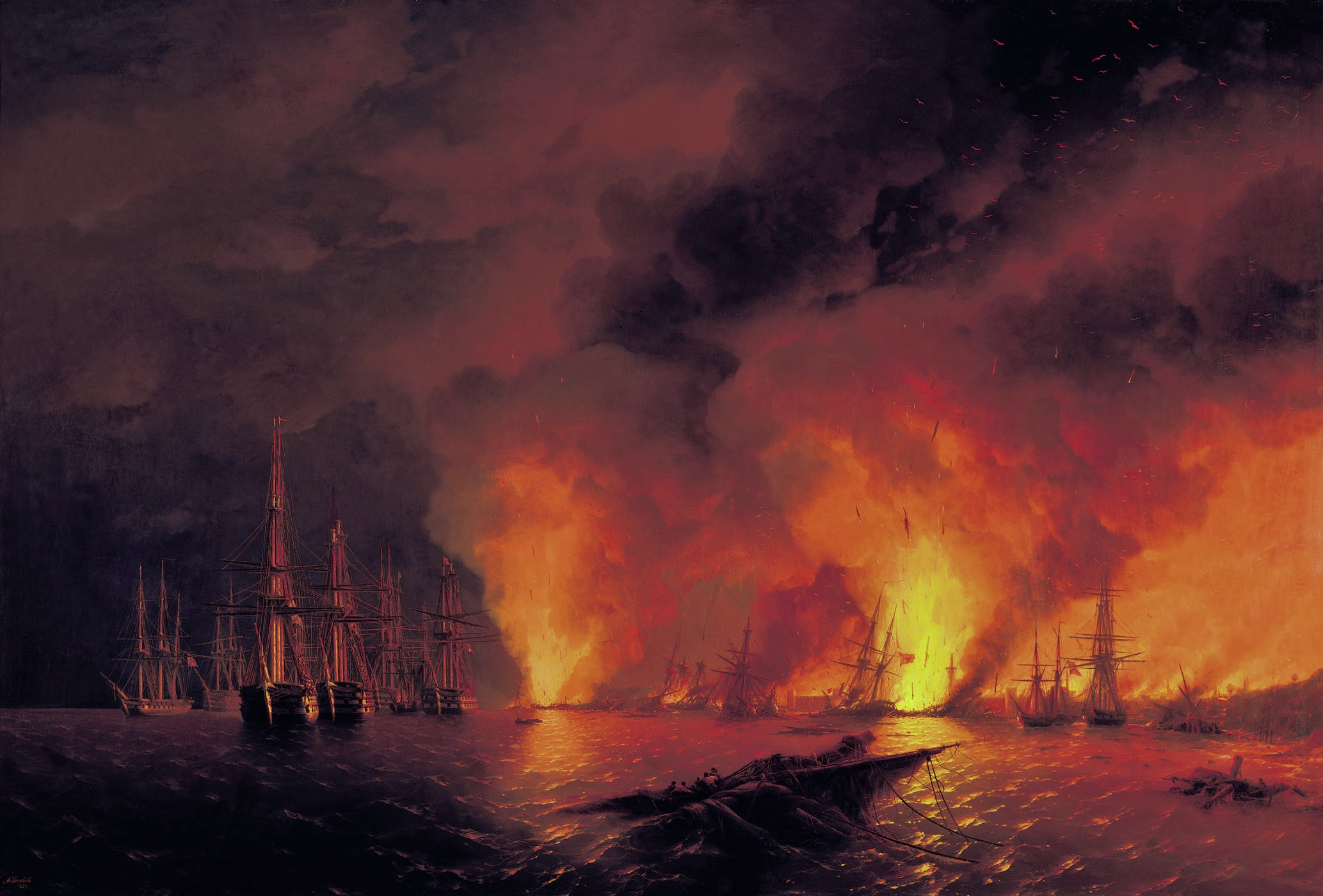
Batalla de Sinope.

El 30 de noviembre de 1853 presenció la batalla de Sinope, donde la escuadra rusa destruyó a la flota otomana y colaboró más tarde con el general Prim en la ubicación de la artillería de los turcos en el río Danubio durante el ataque de la isla de Totorkan. Villanueva "en todas partes fue bien acogido por su caballerosidad, su afable trato, su inteligencia y amables maneras, la pasmosa facilidad para hablar todos los idiomas, aunque ni el propio escribía correctamente".
Tras la declaración de guerra por parte de Francia e Inglaterra del 28 de marzo de 1854, Villanueva "considerando que el enfrentamiento era desigual al batirse varias naciones contra una, toma partido, con la resignada anuencia de Prim, por el bando más débil, o sea el de los rusos", quienes lo recibieron con gusto como y sorpresa por su habilidad para hablar idiomas, especialmente el inglés, y principalmente por su habilidad como jinete. 
Incorporado al primer Regimiento de la División 31 de Caballería del Imperio de Rusia al mando del coronel Ponnekin. Destinado a operaciones de guerrilla en la vanguardia, enseñó a bolear  y a enlazar los caballos de los enemigos a sus soldados, y a utilizar tácticas propias de las guerrillas criollas. Unos cuantos días antes de la toma de Malakoff se presentó a la tienda del general trayendo toda una ronda prisionera de las avanzadas francesas.
Ascendió rápidamente en el escalafón tanto por sus méritos como por las bajas entre sus superiores hasta convertirse en segundo del coronel Ponnekine, y cuando este murió al frente de su regimiento Benigno Villanueva le sucedió en el cargo, desempeñando su mando con eficacia hasta la finalización de la guerra a comienzos de 1856.

### General en Rusia

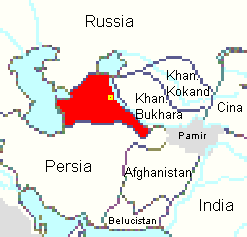
Kanato de Jiva.

En 1857 con el grado de general se casó con la viuda de Ponekkine, siendo su padrino Luis Fernández de Córdoba y Ponce de León, duque de Medinaceli, embajador de España ante la corte del Zar. En ese acto cambió su apellido a Villanokoff.
Participó de varias campañas siendo condecorado por el Zar Alejandro II de Rusia.
La última referencia conocida indica que participó de la campaña contra el Kanato de Jiva desarrollada entre 1872 y 1873, en Asia Central.
Según la mayor parte de sus biografistas, con el grado de teniente general murió en 1872. Pese a ello, dice Obligado que "hasta 1875 el Almanaque de Gotha  inscribía su nombre en el escalafón del ejército moscovita".
En la época de la revolución rusa de 1917 vivían todavía en Moscú descendientes directos de Villanueva.